# Victor Klee
Victor L. Klee, Jr. (1925, San Francisco - 17 de agosto de 2007, Lakewood (Ohio)) fue un matemático estadounidense especializado en conjuntos convexos, análisis funcional, análisis de algoritmos, optimización, y combinatoria. Pasó su carrera entera en la Universidad de Washington en Seattle.
Nació en San Francisco, Vic Klee ganó su grado de B.A. en 1945 con altos honores en la Universidad de Pomona, especializándose en matemáticas y química. Hizo sus estudios de graduación, incluyendo una tesis en Conjuntos Convexos en Espacios Lineales, y recibió su PhD en matemáticas en la Universidad de Virginia en 1949. Después de enseñar varios años en la Universidad de Virginia, en 1953 se trasladó a la Universidad de Washington en Seattle, donde fue un miembro del profesorado por 54 años. Klee escribió más de 240 trabajos de investigación durante su carrera. Entre otros, propuso el Problema de la medida de Klee y el Problema de la galería de arte. Klee sirvió como presidente de la Asociación Matemática de América desde 1971 a 1973.

## Lectura adicional
- Grünbaum, Branko; Robert R. Phelps, Peter L. Renz, Kenneth A. Ross (noviembre de 2007). «Remembering Vic Klee» (PDF). Maa Focus (Washington, DC: Mathematical Association of America) 27 (8): 20-22. ISSN 0731-2040. Archivado desde el original el 30 de diciembre de 2008. Consultado el 22 de mayo de 2009.  Short biography, and reminiscences of colleagues.